# Zodion pearsoni
Zodion pearsoni är en tvåvingeart som beskrevs av Camras 1976. Zodion pearsoni ingår i släktet Zodion och familjen stekelflugor. Inga underarter finns listade i Catalogue of Life.